# والیبال در بازی‌های آسیایی ۲۰۱۴
والیبال در بازی‌های آسیایی ۲۰۱۴ اینچئون در کره جنوبی از ۲۰ سپتامبر - ۳ اکتبر، ۲۰۱۴ برگزار شد، ۱۶ تیم در رقابت‌های مردان، تیم و ۹ تیم در رقابت‌های زنان شرکت کردند.

## خلاصه نشانها

### نشان آوران
| رویداد | طلا             | نقره       | برنز            |
| مردان  | ایران (IRI)     | ژاپن (JPN) | کره جنوبی (KOR) |
| زنان   | کره جنوبی (KOR) | چین (CHN)  | تایلند (THA)    |

### جدول نشان
| رتبه  | کشورها          | طلا | نقره | برنز | مجموع |
| 1     | کره جنوبی (KOR) | ۱   | ۰    | ۱    | ۲     |
| 2     | ایران (IRI)     | ۱   | ۰    | ۰    | ۱     |
| 3     | چین (CHN)       | ۰   | ۱    | ۰    | ۱     |
| 3     | ژاپن (JPN)      | ۰   | ۱    | ۰    | ۱     |
| 5     | تایلند (THA)    | ۰   | ۰    | ۱    | ۱     |
| Total | Total           | 2   | 2    | 2    | 6     |

## قرعه کشی
مراسم قرعه کشی برای تیم‌های ورزشی در ۲۱ اوت ۲۰۱۴ در اینچئون برگزار شد.

### مردها
| گروه A - تایوان - قزاقستان - قطر - سری‌لانکا | گروه B - ژاپن - کویت - پاکستان - عربستان سعودی | گروه C - هنگ کنگ - هند - ایران - مالدیو | گروه D - چین - برمه - تایلند - ترکمنستان - افغانستان |

### زنان
| گروه A - هند - ژاپن - کرهٔ جنوبی - تایلند | گروه B - چین - تایوان - هنگ کنگ - قزاقستان - مالدیو |